# PIK-11

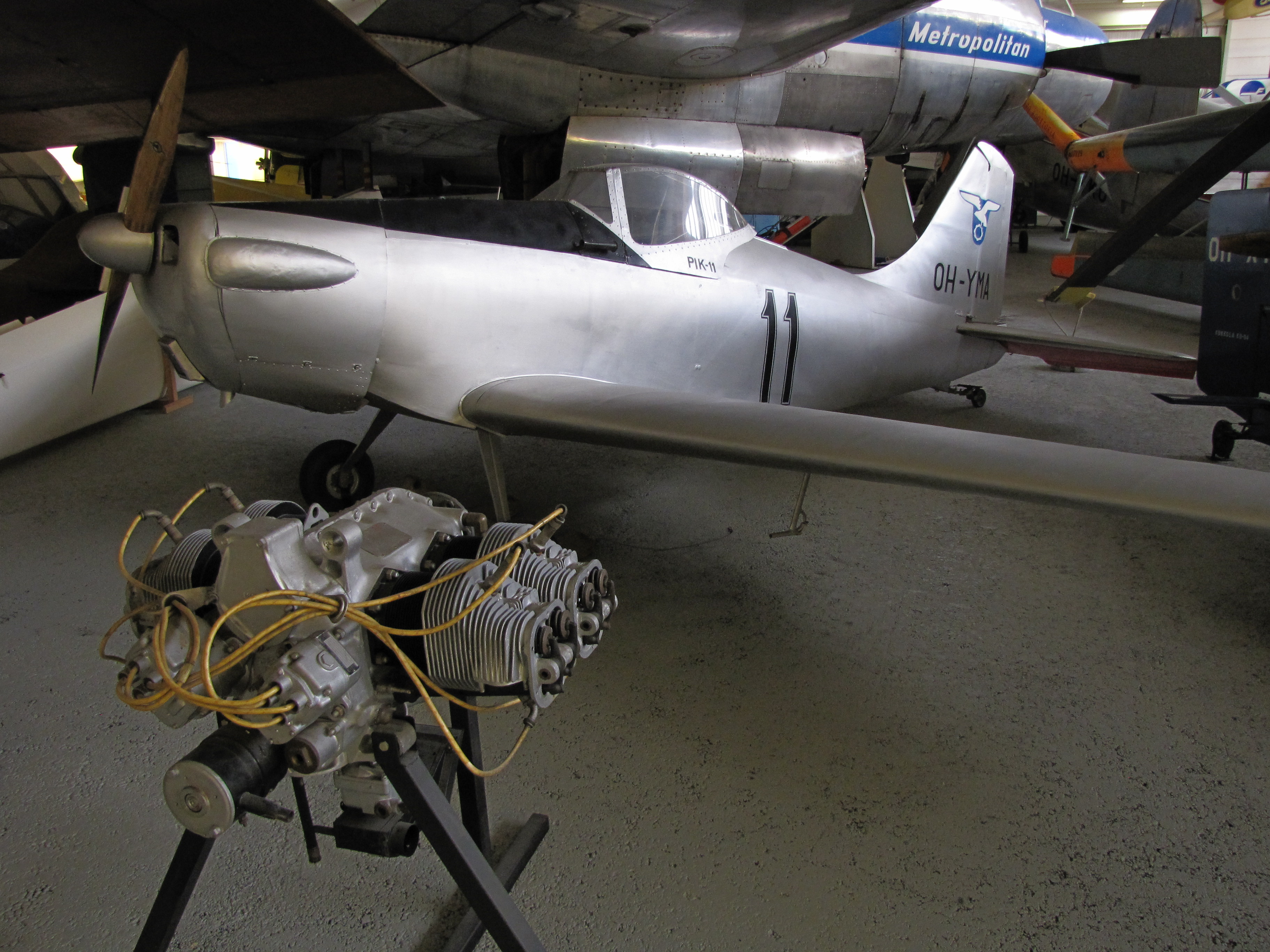
PIK-11 Tumppu (OH-YMA) im Finnischen Luftfahrtmuseum

Die PIK-11 Tumppu war ein Sportflugzeug des finnischen Herstellers Polyteknikkojen Ilmailukerho.

## Geschichte und Konstruktion
Die PIK-11 Tumppu war ein einsitziges, einmotoriges Sportflugzeug, das als freitragender Tiefdecker mit geschlossenem Cockpit und festem Spornradfahrwerk entworfen wurde. Es war das erste Motorflugzeug, das durch Polyteknikkojen Ilmailukerho entwickelt und hergestellt wurde. Das Ziel war es, ein billig zu bauendes und einfach zu fliegendes Flugzeug für Flugsportclubs zu entwickeln.
Die Arbeiten am Projekt wurden 1948 von Kai Mellen und Ilkka Lounanmaa unter der Leitung von Professor Arvo Ylinen begonnen. Der Erstflug erfolgte am 15. März 1953. Der Prototyp existiert noch und ist im Finnischen Luftfahrtmuseum ausgestellt. Ein Exemplar war noch 2008 im finnischen Luftfahrtregister eingetragen.
Seit einigen Jahren arbeitet der Vaasan Lentokerho ry.- Vasa Flygklubb rf. an einem Nachbau der PIK-11, der von einem Rotax 912 angetrieben werden soll.

## Technische Daten
| Kenngröße             | Daten                                 |
| --------------------- | ------------------------------------- |
| Besatzung             | 1                                     |
| Länge                 | 5,40 m                                |
| Spannweite            | 8 m                                   |
| Höhe                  | 2,60 m                                |
| Leermasse             | 250 kg                                |
| max. Startmasse       | 415 kg                                |
| Höchstgeschwindigkeit | 280 km/h                              |
| Triebwerke            | 1 × Continental A65 mit 49 kW (67 PS) |